# Mine Yoshizaki
Mine Yoshizaki (吉崎観音?, Yoshizaki Minesya; Isahaya, 2 dicembre 1971) è un disegnatore e fumettista giapponese.
Iniziò la sua carriera creando dōjinshi basati sui videogiochi. Yoshizaki è stato anche assistente mangaka di Katsu Aki. La sua prima pubblicazione fu in un libro pubblicato dalla Shogakukan nel 1989.

## Carriera
Yoshizaki, laureatosi alla Nagasaki University, debuttò creando dōjinshi riguardanti i videogiochi famosi dell'epoca (intorno al 1980). Grazie ad essi, Yoshizaki migliorò la sua abilità nel disegno giorno dopo giorno, infatti il mangaka ha affermato che quella fu l'esperienza più preziosa della sua vita. Quindi Mine Yoshizaki è uno dei più grandi sostenitori del dōjinshi il quale, secondo il maestro, ha contribuito al contenimento dei costi di produzione ed ha dato l'occasione di formare gruppi con sempre meno aderenti, arrivando a consentire il lavoro da singolo.
È famosissimo per il suo manga Keroro Gunso, pubblicato anche in Italia col nome di Keroro, serializzato settimanalmente in Giappone sullo Shonen Ace. Ha creato anche Arcade Gamer Fubuki e curato il disegno dei personaggi nella serie Sette di sette. Nel 2005 il suo manga Keroro Gunso ha vinto il 50th Shogakukan Manga Award come manga per bambini.
Per via dei molti riferimenti a Gundam, l'anime Keroro Gunso è stato prodotto dalla Bandai. Data la collaborazione con il colosso giapponese, Yoshizaki si è ritrovato a lavorare su alcuni progetti riguardanti l'universo di Gundam, come la realizzazione dal punto di vista grafico dei personaggi femminili Reiko Holinger e Catharine Blitzen per il Gundam Card Builder game.
È stato anche il disegnatore dell'Angel-XX nella serie di Neon Genesis Evangelion.
Il suo ultimo lavoro è stato per la Konami riguardo Otomedius Gorgeous, videogioco sparatutto per Xbox 360 uscito solo in Giappone, in cui il maestro si è cimentato nel design delle pulzelle e del nuovo Gradius -type. Ciò costituisce una novità per quanto riguarda il genere, in quanto il giocatore non dovrà guidare la solita navicella spaziale bensì il personaggio, che diventa un tutt'uno con il veicolo. Infine Yoshizaki ha realizzato un personaggio sbloccabile in Soul Calibur IV il cui nome è Angol Fear (una dedica al personaggio Angol Mois di Keroro Gunso il quale utilizza armi simili). Ha disegnato il concept design di Kemono Friends collaborando anche con la realizzazione dell'anime.
Il maestro è una persona molto riservata e per questo non si hanno molte informazioni su di lui. È certo però che sia un appassionato di gunpla e di tecnologia. Il suo computer è un Mac.

## Lavori
- 1993 - 1995: FANTASWEAT
- 1994 - 1995: 8BIT FIGHTER SHIEN
- 1995 - 1997: Space Juubei
- 1996 - 1998: Versus Knight Lamune & 40 Fire
- 1998 - 2002: Arcade Gamer Fubuki
- 1999 - Oggi: Keroro
- 2000 - 2003: Dragon Quest Monsters +
- 2015: Kemono Friends